# つくば国際大学東風小学校
つくば国際大学東風小学校（つくばこくさいだいがくはるかぜしょうがっこう）は、茨城県守谷市百合ケ丘一丁目にある私立小学校。

## 概要
つくば国際大学東風高等学校（2009年新設）の附属学校。筑波研究学園都市、千葉県を10分圏内、東京都、埼玉県を20分圏内、都心、神奈川県を30分圏内とするつくばエクスプレス守谷駅から徒歩10分、スクールバス5分の場所に立地し、学園都市や東京都内、近県からも通学至便な立地にある。また、守谷駅、我孫子駅、つくば駅へのスクールバスが運行されている。1学年60名程度としており、同系列のつくば国際百合ケ丘保育園および音楽教室が当地に隣接しているほか、守谷市内につくば国際松並保育園が設置されている。

## 沿革
- 2009年（平成21年）
  - 5月11日 - ホームページ開設。
  - 7月8日 - 一期生募集要項公開開始。
- 2010年（平成22年）
  - 3月1日 - 設立認可[1]。
  - 4月4日 - 開校[2][3]。

## 教育の特徴

### 全校道徳
異学年が交流して、思いやりのある心や道徳的実践力を育てる。

### 言葉の時間
児童の言語能力を育て、日常生活に生きて働く力を育てる。

### 日本の伝統文化の尊重
箏の時間（隔週1時間）、書写（書道）の時間を1時間特設、またアフタースクールでも茶道・能・書道・珠算・将棋の時間を設け、日本の伝統文化を大切にする心を育てる。

### はるかぜタイム
キャリア教育や4教科の補充・深化・発展を期す個別指導をする特設された1時間。1・2年生は読書を行う。

## 教育理念と教育目標
リーダーに必要な要素である、「誠実さ」「ひたむきさ」「謙虚さ」を校訓に掲げ、一貫して人間力を育む。そして、次世代を展望して国際的視野と高い道徳観をもち、強い信念と責任感、果敢な行動力とすぐれた問題解決能力を持った人材を育成する。

## 交通
- 首都圏新都市鉄道つくばエクスプレス守谷駅より徒歩10分及びスクールバス5分
- 首都圏新都市鉄道つくばエクスプレスつくば駅よりスクールバス60分
- JR常磐線我孫子駅よりスクールバス30分
- 路線バス「岩町東」下車。徒歩3分

## その他

### 制服
1年生～4年生の冬服は男子は詰め襟タイプのジャケットにハーフパンツ、女子はセーラータイプのジャケットにジャンパースカート。5・6年生になると成長の変化に合わせて、男子はスラックス、女子はスカートにセーターのカジュアルな制服を着用。
夏服は1年生から6年生まで共通で、男子は白基調のボタンダウンのポロシャツに紺のハーフパンツ。女子は紺地ワンピースを着用。
また、各種式典では角帽にアカデミックガウンを着用する。

### 給食
学内に厨房を持ち、管理栄養士による完全給食を実施する。ランチルームが設置され、全児童が一緒に昼食をとるスペースになっている。

### 附属校
母体となるつくば国際大学、そして2009年に新設されたつくば国際大学東風高等学校が系列附属校として存在するものの、附属中学校は2021年現在では設置されていない。